# Iglesia de San Francisco (Ancud)
La iglesia de San Francisco fue un templo católico chileno ubicado en la ciudad de Ancud, isla Grande de Chiloé, Región de Los Lagos. Construida a principios del siglo xx y exponente de la Escuela chilota de arquitectura religiosa en madera, fue declarada monumento nacional de Chile en la categoría de «Monumento Histórico», mediante el Decreto 48 del 21 de agosto de 2019. El 22 de enero de 2020 fue destruida por un incendio intencional.

## Historia
Existen tres templos incendiados ubicados en el lugar, el primero se construyó en 1845 y se incendió prontamente, el segundo templo se levantó en 1851 y en 1925 se incendió tanto la iglesia como el convento ubicado en el mismo terreno, el tercer templo fue terminado 1933, aunque hay fuentes que sitúan la construcción de este templo alrededor de 1906. Sirvió de refugio a la comunidad durante el terremoto de 1960.
La iglesia fue víctima de un incendio intencional el 22 de enero de 2020, que la destruyó completamente. El Ministerio de las Culturas, las Artes y el Patrimonio anunció al día siguiente del siniestro que planea reconstruirla «lo antes posible». Al momento del incendio el templo se encontraba en proceso para ser declarado Monumento Histórico, hecho oficializado una semana después, el 29 de enero, con la publicación del Decreto 48 de 2019 en el Diario Oficial.